# Almada
Almada – miejscowość w Portugalii, leżąca w dystrykcie Setúbal, w regionie Lizbona w podregionie Península de Setúbal. Według danych z 2011 roku, gmina Almada liczyła 174 030 mieszkańców. Miejscowość jest siedzibą gminy o tej samej nazwie.

## Demografia
| Liczba ludności gminy Almada (1801–2011) | Liczba ludności gminy Almada (1801–2011) | Liczba ludności gminy Almada (1801–2011) | Liczba ludności gminy Almada (1801–2011) | Liczba ludności gminy Almada (1801–2011) | Liczba ludności gminy Almada (1801–2011) | Liczba ludności gminy Almada (1801–2011) | Liczba ludności gminy Almada (1801–2011) | Liczba ludności gminy Almada (1801–2011) | Liczba ludności gminy Almada (1801–2011) |
| ---------------------------------------- | ---------------------------------------- | ---------------------------------------- | ---------------------------------------- | ---------------------------------------- | ---------------------------------------- | ---------------------------------------- | ---------------------------------------- | ---------------------------------------- | ---------------------------------------- |
| 1801                                     | 1849                                     | 1900                                     | 1930                                     | 1960                                     | 1981                                     | 1991                                     | 2001                                     | 2004                                     | 2011                                     |
| 13 363                                   | 6 440                                    | 15 764                                   | 23 694                                   | 70 968                                   | 147 690                                  | 151 783                                  | 160 825                                  | 165 363                                  | 174 030                                  |

## Sołectwa
Sołectwa gminy Almada (ludność wg stanu na 2011 r.)
- Almada – 16 584 osoby
- Cacilhas – 6017 osób
- Caparica – 20 454 osoby
- Charneca da Caparica – 29 763 osoby
- Costa da Caparica – 13 418 osób
- Cova da Piedade – 19 904 osoby
- Feijó – 18 884 osoby
- Laranjeiro – 20 988 osób
- Pragal – 7156 osób
- Sobreda – 15 166 osób
- Trafaria – 5696 osób

## Znane osoby
- Luís Figo (ur. 1972 w Almadzie) – piłkarz portugalski
- Rafael Leão (ur. 1999 w Almadzie) – piłkarz portugalski